# بابل الجنوب (رواية)
رواية بابل الجنوب (بالإنجليزية: Babylon South)‏ هي رواية للكاتب الأسترالي جون كليري. نشرت عام 1989. وهو الكتاب السادس الذي يضم المحقق في جرائم القتل في سيدني سكوبي مالون، ويتعامل مع مالون الذي تعرض لقضية قديمة له - اختفاء رئيس منظمة الاستخبارات الأمنية الأسترالية عام 1966. كما يتعين عليه التحقيق في جريمة قتل أخرى، والتعامل مع ضغوط مفوض الشرطة.